# رينيه هيبيكي
رينيه هيبيكي (باليابانية: ひびき玲音؛ بالكانا: ひびき れいね) هي رسامة توضيحية يابانية، ولدت في القرن العشرين في هيتاتشي في اليابان.

## وصلات خارجية
- الموقع الرسمي